# Micrabraxas
Micrabraxas là một chi bướm đêm thuộc họ Geometridae.